# Terralba
Terralba – miejscowość i gmina we Włoszech, w regionie Sardynia, w prowincji Oristano.
Według danych na rok 2021 gminę zamieszkiwały 9830 osoby, 196,71 os./km². Graniczy z Arborea, Arbus, Guspini, Marrubiu, San Nicolò d’Arcidano i Uras.